# Shekou, Shenzhen
Shekou (kinesiska: 蛇口) är ett stadsdelsdistrikt i staden Shenzhen i provinsen Guangdong i sydöstra Kina. Det ligger i stadsdistriktet Nanshan. Antalet invånare vid folkräkningen 2020 var 151 687.